# Volasertib
Volasertib (también conocido como BI 6727) es una molécula pequeña que inhibe a la proteína serina/treonina quinasa, conocida en inglés como polo-like kinase 1 (PLK1). Este fármaco ha sido desarrollado por Boehringer Ingelheim como agente anticancerígeno. Volasertib, es la segunda molécula de una nueva clase de fármacos derivados de dihidropteridinona.

## Mecanismo de acción
Volasertib es una molécula pequeña con un novedoso mecanismo de acción que inhibe la división celular al competir con el ATP por el dominio catalítico de la proteína PLK1. Esta proteína está ubicada en el núcleo de todas las células en división y controla varias etapas del ciclo celular . En las células normales, los niveles de PLK1 están muy controlados y se elevan durante la fase de división celular. Se han encontrado elevados niveles de la proteína PLK1 en diferentes tipos de cáncer, como: de mama, carcinoma pulmonar no microcítico, colorectal, de próstata, de páncreas, carcinoma papilar tiroideo, de ovario, carcinoma espinocelular y en el linfoma no-Hodgkin. Se sabe que los niveles elevados de PLK1 aumentan la probabilidad de la segregación inadecuada de los cromosomas (etapa crítica del ciclo de división celular) que, al ocurrir de forma incorrecta promueve el desarrollo de muchos tipos de cánceres; por otra parte, los niveles elevados de PLK1 están asociados con un peor pronóstico y una menor supervivencia global en algunos tipos de cánceres. Existe además evidencia de que la PLK1 también interactúa con otras rutas de señalización celular implicadas en el desarrollo del cáncer, tales como el oncogén K-Ras, retinoblastoma y la proteína p53 supresora de tumores , por lo que todos estos indicios han llevado a reconocer a la proteína PLK1 como una diana clara en la búsqueda de tratamientos. Para entender mejor el ciclo celular, puedes consultar en el siguiente enlace: Inoncology ciclo celular.
Volasertib puede ser ingerido vía oral o infundido mediante infusión intravenosa; una vez circula por el torrente sanguíneo se distribuye por todo el cuerpo, atraviesa las membranas celulares y entra al núcleo de las células, donde se une a su diana; PLK1. Este fármaco inhibe la actividad de PLK1, promueve el arresto celular y posteriormente la apoptosis (muerte celular programada). Este fármaco logra inhibir la actividad de PLK1 a dosis nano-molares, sin embargo, también se ha demostrado que a mayores concentraciones (micro-molares) inhibe a otros miembros de la familia de PLK, tales como: la PLK2 y PLK3. Los roles de PLK2 y PLK3 son menos conocidos; sin embargo, se sabe que están activados durante el ciclo celular y la división celular.
Volasertib es capaz de inhibir a la PLK1 tanto en células cancerosas como sanas; sin embargo, sólo causa una inhibición irreversible y la muerte celular en las células cancerosas, ya que la inhibición de PLK1 en dichas células detiene el ciclo celular en un punto diferente que en las células sanas. En las células cancerosas la inhibición de PLK1 es en la fase G2/M del ciclo celular, lo que causa un arresto celular y posterior apoptosis de la célula, sin embargo, en las células sanas la inhibición de PLK1 es temporal y reversible en las fases G1 y G2 del ciclo celular, sin promover apoptosis celular . La especificidad de volasertib por las células cancerosas aumenta la eficacia del fármaco y reduce al mínimo la toxicidad relacionada con el medicamento.

## Indicaciones terapéuticas
Volasertib, actualmente se encuentra en fase III de ensayos clínicos Este medicamento podría ser eficaz en el tratamiento de varios tipos de tumores malignos, dado que su diana terapéutica, PLK1, se sobre-expresa en aproximadamente en 80% de los tumores malignos, razón por la que se asocia a esta proteína con la disminución de la eficacia de los tratamientos farmacológicos y la supervivencia global en ciertos tipos de pacientes. Los ensayos clínicos en marcha están analizando los efectos de Volasertib como agente único y en combinación con otros fármacos, como nuevas alternativas terapéuticas para el tratamiento de cáncer sólido o hematologías malignas, incluyendo: cáncer de ovario, cáncer urotelial y leucemia mieloide aguda.

## Efectos adversos
Uno de los efectos adversos más temidos de las moléculas pequeñas, es su potencial falta de especificidad y la posibilidad de que puedan unirse con dominios similares en otras proteínas no relacionadas, lo que puede dar lugar a efectos secundarios indeseables. Sin embargo, los estudios preclínicos han demostrado que volasertib se une de una manera altamente específica al dominio catalítico de la familia de proteínas PLK, sin unirse a otras proteínas con un dominio similar. Los ensayos clínicos realizados hasta el momento han mostrado que a la máxima dosis tolerada, los efectos adversos observados son: anemia, trombocitopenia, neutropenia y neutropenia febril. Una ventaja de este medicamento es que no se han observado neuropatías, efecto secundario común en otros medicamentos inhibidores del ciclo celular, tales como: alcaloides de la vinca y taxanos.

## Estudios
Los estudios preclínicos in vitro e in vivo con volasertib han demostrado que es un fármaco altamente eficaz en la inhibición de las funciones de PLK1, y que promoueve la apoptosis en las células de cáncer de colon y carcinoma pulmonar no microcítico. Este fármaco también ha demostrado inducir la muerte celular en las células cancerosas que ya no son sensibles a los fármacos anti mitóticos existentes, como los alcaloides de la vinca y los taxanos . Lo que sugiere que volasertib puede ser muy eficaz como tratamiento de segunda línea terapéutica en pacientes que han desarrollado resistencia al tratamiento con taxanos y alcaloides.
En un primer ensayo clínico con volasertib administrado de forma intravenosa en 65 pacientes con diferentes tipos de tumores avanzados o metastásicos se observó que el fármaco es seguro y estable, y entre los efectos secundarios más comunes se observó anemia en 22% de los pacientes (grado 3: 8%), neutropenia en un 15% (grado 3/4: 14%), trombocitopenia en un 14% (grado 3/4: 14%) y fatiga en un 15% (grados ½ en todos los casos) y no parece existir acumulación de efectos tóxicos. La actividad anticancerígena del medicamento es favorable; el 48% de los pacientes alcanzó una estabilidad de la enfermedad, donde 6 pacientes lograron una supervivencia libre de progresión de más de 6 meses y 2 pacientes entre los 403 y 550 días.